# Reino de Cazembe
O Reino de Cazembe (também grafado Kazembe) foi o maior e mais bem organizado dos  reinos Lunda, na África Central. Seu território situava-se  na atual Zâmbia. No seu auge (por volta de 1800), ocupava quase todo o território hoje incluído na região de Katanga (Congo-Kinshasa) e no norte da Zâmbia. O título do governante do Cazembe era Muata.
Criado na primeira metade do século XVIII (c. 1740), por um grupo proveniente do oeste de Lunda, o reino  aumentou rapidamente de tamanho e influência, por meio da conquista e anexação de estados vizinhos. Depois de 1850, no entanto, a disputa pela sucessão levou a uma guerra civil, e o reino foi finalmente destruído por volta de 1890 por ataques de tribos do leste.
Durante mais de 150 anos foi um Estado influente, povoado por lundas orientais e lubas, locutores de  suaíli, bemba e luba-katanga. Por sua posição vantajosa em relação às rotas comerciais, numa região povoada, dotada de solos relativamente férteis, além de recursos florestais, pesqueiros e agrícolas,:p.23 atraiu, no século XIX, comerciantes e exploradores, como David Livingstone.
Ao longo de sua existência (c. 1740 - 1899) o reino teve nove reis. O maior deles foi Mwata Cazembe II, conhecido como Kaniembo Mpemba, que reinou entre 1740 e 1760 e conquistou a maior parte do território que o reino acabou por ocupar. Cazembe II estendeu a cidadania aos povos conquistados e estabeleceu uma complexa rede de tributos e comércio que manteve seu vasto reino unido. Seu neto, Cazembe IV, conhecido como Kibangu Keleka reinou de 1805 a 1850 e incentivou contatos com comerciantes portugueses de Angola. Durante seu reinado, Cazembe tornou-se um importante centro de comércio entre os povos do interior da África Central e os portugueses e árabes da costa leste.

## Ligação externa
- Giacomo Macola (2000). A Political History of the Kingdom of Kazembe (Zambia). Londres: University of London doi:https://doi.org/10.25501/SOAS.00029010